# Thrix gama
Thrix gama är en fjärilsart som beskrevs av William Lucas Distant 1886. Thrix gama ingår i släktet Thrix och familjen juvelvingar. Inga underarter finns listade i Catalogue of Life.